# Strojarska Business Center
Strojarska Business Center je trgovsko in stanovanjsko središče v Zagrebu na Hrvaškem. Center ima šest stavb, od tega dve stanovanjski stavbi. V središču sta dva nebotičnika. Glavna stavba, stavba B, ki ima 25 nadstropij in je visoka 96 metrov, je najvišja stanovanjska stavba na Hrvaškem. Kompleks se imenuje območje VMD. 
Vse stavbe so dokončane. Nebotičnik s 25 nadstropji je bil naseljen konec leta 2014, medtem ko so bile druge stavbe naseljene prej.
Strojarska Business Center bo imel garažo na štirih podzemnih nivojih za 850 avtomobilov. Projekt je vreden približno 750 milijonov. Na delu zemljišča med stavbo in avtobusno postajo bo urejen javni park in igrišče. 

## Galerija
- Pogled na nebotičnik v gradnji.
- Pogled na stanovanjski objekt.